# Ivanovce
Ivanovce je naseljeno mjesto u okrugu Trenčín u  Trenčínskom kraju u Slovačkoj.

## Stanovništvo
| Godina:     | 1994. | 2004.   | 2014.    | 2024.    |
| ----------- | ----- | ------- | -------- | -------- |
| Broj ljudi: | 810   | 789     | 945      | 1084     |
| Razlika:    |       | −2,59 % | +19,77 % | +14,70 % |

| Godina:     | 2023. | 2024.   |
| ----------- | ----- | ------- |
| Broj ljudi: | 1070  | 1084    |
| Razlika:    |       | +1,30 % |

Prema podacima o broju stanovnika iz 2024. godine naselje je imalo 1084 stanovnika.

## Vanjske poveznice
|  | Zajednički poslužitelj ima još gradiva o temi Ivanovce |

- Službena stranica naselja (sl.)